# 의사언어비교
의사언어비교(擬似言語比較)는 의사과학의 일종으로 엄밀한 학문적 검증없이 특정언어간의 단면적 유사성 등을 통해 두 언어사이의 근연관계를 추정·단정하려는 논거주의·태도이다. 대부분 언어학적으로 전문적인 지식이 없는 사람들이 언어 외적인 목적(예를 들어 정치·역사적 목적)으로 주장하거나, 가설단계에 지나지 않는 것이 사실인 것처럼 알려지거나, 민간속설 등이 퍼지는 경우가 많다.
의사언어비교의 특징으로는 다음이 있다.
- 우연의 일치, 또는 극히 제한적인 단어의 일치를 강조
- 차용어를 동계언어라는 증거로 제시함
- 시대에 따른 언어의 변화를 고려하지 않음
- 어순이나 어형 등 문법적 특징을 증거로 제시함

의사언어비교의 주 대상이 되는 언어들은 계통이 불명확한 언어들, 특히 소위 계통적 고립어로 분류된 한국어·일본어·바스크어·아이누어 등이나 현재 사어가 된 고대어들(고대 이집트어·에트루리아어·수메르어 등)이 많다.
유럽에서는 우랄어족에 속하는 언어 중 헝가리어·사미어 등이 몽골어 등 아시아의 언어와 직접적인 연관관계가 있는 것처럼 주장하는 사례가 있는데, 대부분의 경우 반헝가리, 반사미 감정을 가진 사람들의 인종차별을 정당화하기 위해 주장되는 경우가 많았다.
일본어는 한국어에서 갈라져 나왔다 등의 주장도 의사언어비교의 일종이다. 이를테면 “‘사무라이’의 어원은 ‘싸울아비’이다”가 그 주장 가운데 하나인데, 사무라이는 섬기다라는 뜻의 동사 さぶらふ가 연용형으로 변하여 명사화 된 것이고 싸울아비는 동사 ‘싸우다’와 명사 ‘아비’로 이루어진 합성어이다.

## 같이 보기
- 가짜동족어